# تيزاب (فلم هندي)
تيزاب ( transl. أسيد (Acid) فيلم أكشن رومانسي هندي ناطق باللغة الهندية، أنتج عام 1988، من بطولة أنيل كابور ومادهوري ديكسيت. منح الفيلم ديكسيت أول انطلاقة ناجحة لها، ما جعلها نجمةً لامعةً بين ليلة وضحاها، بالإضافة إلى ترسيخ مكانة كابور كنجمة، بعد نجاحها في فيلم فيلم "مستر إنديا" (Mr. India) عام 1987. أخرج الفيلم وأنتج وشارك في كتابته تشاندرا. أما الموسيقى التصويرية فكانت من تأليف لاكسميكانت-بياريلال.
صدر فيلم Tezaab في 11 نوفمبر 1988، وحقق نجاحًا تجاريًا كبيرًا في شباك التذاكر، ليصبح الفيلم الهندي الأعلى ربحًا في ذلك العام. عُرض في دور العرض لأكثر من 50 أسبوعًا، محققًا نجاحًا في اليوبيل الذهبي. من خلال فيلم Tezaab حقق N. Chandra ثلاثية في شباك التذاكر مع نجاحاته السابقة Ankush (1986)و Pratighaat (1987). اشتهر الفيلم أيضًا بأغنية " Ek Do Teen "، التي حققت نجاحًا كبيرًا.  تلقى الفيلم مراجعات إيجابية من النقاد عند إصداره، مع الثناء على قصته وسيناريوه وحواراته وموسيقاه التصويرية وأداء الممثلين.
في حفل توزيع جوائز فيلم فير الرابع والثلاثين، حصل فيلم Tezaab على 12 ترشيحًا رئيسيًا، وهي أفضل فيلم، وأفضل مخرج (شاندرا)، وأفضل ممثلة (ديكسيت)، وأفضل ممثل مساعد (باندي)، وفاز بأربع جوائز، بما في ذلك أفضل ممثل (كابور)، وأفضل مغنية (ألكا ياجنيك)، وأفضل تصميم رقص (ساروج خان)، والجائزتان الأخيرتان عن أغنية "Ek, Do, Teen". حقق كابور أول فوز له بجائزة أفضل ممثل، بينما حصلت ديكسيت على أول ترشيح لها على الإطلاق لجائزة أفضل ممثلة.

## قصة الفيلم
عندما علم المفتش سينغ أن رجلاً يُدعى مونا على وشك الوصول إلى منطقته، تحقق من سجله. تم التعرف على مونا بأنه الطالب ماهيش ديشموك، الذي التقى به لأول مرة في موقع سرقة بنك في ناشيك قبل بضع سنوات، حيث قُتل والدا ماهيش وعدد كبير من موظفي البنك بوحشية على يد عصابة من اللصوص.
بعد حادثة البنك، عثر المفتش سينغ على مونا، فأعاد إحياء علاقتهما، وسأل عن مكانه. كشف مونا أنه وأخته انتقلا إلى بومباي، حيث التقيا بموهيني، وهي امرأة فقيرة بائسة أُجبرت على الرقص لإعالة والدها شياملال، وهو رجل ثمل لا يريد تزويج موهيني. تصرف مونا بالمثل مع زوجته، وعندما عصته، هاجمها بالحامض، مما أدى إلى انتحارها.
وفي شبابه اقترض شياملال قرضًا ضخمًا من لوتيا باثان، رجل عصابات مرعب، ولم يكن أمامه سوى أن يُجبر موهيني على الرقص. كما يواجه شياملال تشوتي خان، الأخ الأصغر للوتيا، المتورط في عملية سرقة ووفاة والدي ماهيش. في هذه الأثناء، يقع ماهيش وموهيني في حب بعضهما البعض أثناء دراستهما في نفس الكلية، حيث ينضم إلى مجموعة من الشباب.
بعد إطلاق سراحه بكفالة، حاول تشوت خان اغتصاب جوتي، لكن ماهيش قتله دفاعًا عن النفس. أُلقي القبض على ماهيش لاحقًا وحُكم عليه بالسجن لمدة عام. بعد إطلاق سراحه، غيّر ماهيش اسمه إلى مونا.
عند معرفة قصة مونا الخلفية، يسمح المفتش سينغ له بإكمال مهمته تحت شروط صارمة. عندما يسمع لوتيا بعودة مونا، يختطف موهيني. يتوسل شياملال إلى مونا لإنقاذها ويصر على إعادتها إليه فقط. ينجح مونا في إنقاذ موهيني، ولكن على الرغم من سعادتهما بالعودة، يطلب منها مونا العودة إلى والدها، تاركًا موهيني محطمة القلب. كما وعد، يستسلم مونا للمفتش سينغ، ويُحاكم في المحكمة، ويُحكم عليه بالسجن. بعد إعادة المحاكمة، يُبرأ مونا ويقرر بدء حياة جديدة في جوا. ومع ذلك، تقنعه جوتي بعدم التخلي عن حبه لموهيني. يرسل مونا صديقيه جولداستا وبابان لإبلاغ موهيني بمكان وجوده. يغضب شياملال ثم يخطط موهيني للهروب، ويحاول إيقافها. في الصراع الذي تلا ذلك، قُتل كل من جولداستا وشياملال، لكن موهيني تمكنت من الهرب والالتقاء بمونا.
في هذه الأثناء، لوتيا، غاضبًا من تبرئة مونا، يخطط لقتله للانتقام لموت أخيه. علم بابان، صديق مونا، بمؤامرة لوتيا وواجهه، مما أدى إلى قتال عنيف هُزم فيه لوتيا. في لحظة غضب، حاول بابان قتل لوتيا، لكن مونا تدخل لمنع القتل. استعاد لوتيا قوته وهاجم مونا بهراوة. ضحى بابان بنفسه لحماية مونا. ثم واجه مونا لوتيا وكان على وشك قتله عندما وصل المفتش سينغ وأوقفه، وحث مونا على عدم أخذ القانون بيديه. ومع ذلك، عندما حاول لوتيا هجومًا آخر على مونا، أطلق عليه المفتش سينغ النار وقتله، مما أنهى الصراع.
لا يموت بابان هنا، وباستثناء هذه الحقيقة، فإن بقية النهاية تشبه النهاية الأصلية تمامًا.

## الممثلين
- أنيل كابور في دور ماهيش "مونا" ديشموك
- مادهوري ديكسيت في دور موهيني دانيكار
- أنوبام خير بدور شياملال دانيكار، والد موهيني
- تشانكي باندي بدور سوشيم "بابان" شودري، صديق مونا
- سوبارنا أناند في دور جيوتي ديشموخ، أخت مونا الصغرى
- كيران كومار في دور لوتيا باثان
- آنو كابور في دور عباس علي / جولداستا
- سوريش أوبيروي في دور المفتش جاجان سينغ
- Tej Sapru as Rantej Saxena
- جوني ليفر في دور كاينتشي سينغ، صديق مونا
- مهافير شاه في دور المفتش تاراشاند جوبتا
- سلمان خان في دور روكي
- جاك جود في دور موكوت بيهاري
- دينيش هينغو في دور ماروادي سيث
- أشيوت بوتدار في دور نمريش ديشموخ، والد مونا
- فيجاي باتكار في دور تشيراونجي سوروادر، صديق مونا
- جايوانت وادكار في دور أمان براتاب أهوجا، صديق مونا
- مانداكيني بدور نيكيتا شارما (ظهور خاص)
- سوهاس جوشي بدور سوميرا دانيكار، والدة موهيني (ظهور حجاب)
- رافي باتواردهان [4] محامياً، مدعياً عاماً

## الجوائز
حفل توزيع جوائز فيلم فير الرابع والثلاثون :

- أفضل ممثل – أنيل كابور
- أفضل مغنية بلاي باك - ألكا ياجنيك عن أغنية "إيك دو تين"
- أفضل تصميم رقص – ساروج خان عن فيلم "Ek Do Teen"
- أفضل حوار – كامليش باندي

الترشيحات
- أفضل فيلم – ن. تشاندرا
- أفضل مخرج – ن. تشاندرا
- أفضل ممثلة – مادوري ديكسيت
- أفضل ممثل مساعد – تشانكي باندي
- أفضل مخرج موسيقي – لاكشميكانت – بياريلال
- أفضل كاتب كلمات - جاويد أختر عن أغنية "Ek Do Teen"
- أفضل مغني بلاي باك - أميت كومار عن أغنية "Ek Do Teen"
- أفضل مغنية بلاى باك – أنورادها بودوال عن أغنية “Keh Do Ke Tum”.

## روابط خارجية
- Tezaab  في قاعدة بيانات الأفلام على الإنترنت (بالإنجليزية)